# Paname City Rappin'
Albums de Dee Nasty
Dee Nasty
(1991)
Paname City Rappin'  est le premier album du DJ et rappeur Dee Nasty, sorti en juin 1984. C'est également le premier disque de rap français

En juin 1984, Dee Nasty vend directement de la main à la main son album pendant la Fête de la musique. 

« J’étais avec un poste K7 dans la rue, avec Paname City Rappin’ qui tournait et ma pile de disques sous le bras, prêt à les vendre. »

— Dee Nasty
Pressé à 1 000 exemplaires, Dee Nasty n'en vend que 200 l'année de sortie. Dee Nasty a rayé intentionnellement sur les 1 000 exemplaires vinyles le premier morceau de la face B « No Sloopy Things » car il jugeait ce morceau mauvais après coup au niveau de son flow.

## Liste des pistes
| 1. | Métro Scratch                 | 6:30 |
| 2. | Délirer un peu                | 4:27 |
| 3. | Erotic Boogie                 | 6:10 |
| 4. | Sound for Good Scratcher Only |      |

| 5. | No Sloopy Things                   | 6:18 |
| 6. | Paname City Rappin'                | 5:54 |
| 7. | Dee Nasty Infernal Scratch Machine | 7:10 |